# Shirozua
Shirozua is een geslacht van vlinders van de familie Lycaenidae, uit de onderfamilie Theclinae.

## Soorten
- S. jonasi (Janson, 1877)
- S. melpomene (Leech, 1890)